# 王贺文
王贺文（1949年—），河北遵化人，汉族，中华人民共和国政治人物、第十一届全国人民代表大会解放军代表。

## 生平
毕业于海军指挥学院合成指挥专业，是中共党员。曾担任安徽省軍區司令員丶浙江省军区司令员。2008年起担任全国人大代表。